# Ford L-Series
Ford серії L (також Ford Louisville або, для аеродинамічних моделей 1990-х років, Ford Aeromax) — це серія важких вантажівок, які були зібрані та продані компанією Ford між 1970 і 1998 роками. Ford виробляв свій «Heavy Duty» вантажівки з 1948 року та їх лінійка «Super Duty» з 1958 року, що продається за різними рейтингами повної маси. Класифікація ваги вантажівок 1-8 була новою концепцією, розробленою Національною адміністрацією автомобільних доріг DOT. Перша спеціальна вантажівка класу 8, вироблена компанією, лінійка L-серії замінила F-900/F-1000 «Super Duty» і N-серію (коротку звичайну похідну від F-серії). Серія Ford L, що випускалася як вантажівки, так і напівтягачі, охоплювала широкий спектр моделей, що відносяться до класів 6-8 GVWR для середніх і важких умов експлуатації та професійних застосувань. Лінія стала однією з найпопулярніших серій вантажівок, які коли-небудь випускав Ford.

## Фон

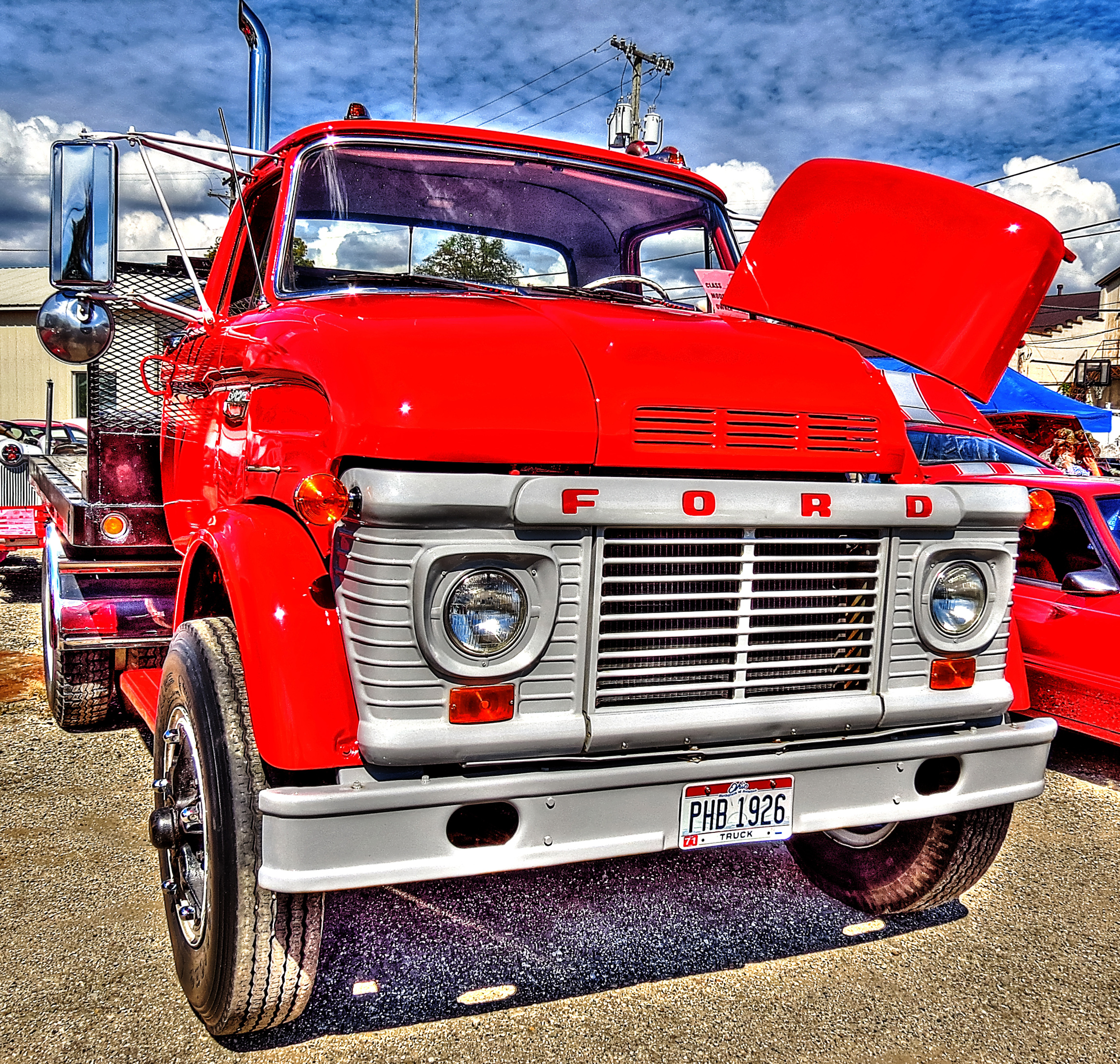
Вантажівка Ford серії N 1964 року, один із двох попередників серії L

У 1963 році компанія Ford випустила коротку звичайну вантажівку середньої вантажопідйомності BBC, представивши N-серію Super Duty, доповнюючи моделі Super Duty серії F. Як і Форд з кабіною H-серії (походить від серії C і отримав прізвисько «двоповерховий сокіл»), повністю нове шасі підняло кабіну вгору; у той час як решітка радіатора була спільною з серією H, серія N поділилася кабіною з пікапами серії F.
До 1960-х років Ford намагався модернізувати та оптимізувати свою лінійку важких вантажівок. У 1961 році важка серія F (від F-750 до F-1100) стала більшою, окремою модельною лінією разом із представленням абсолютно нової серії H Linehauler. У 1966 році H-серія була замінена абсолютно новою безкапотною серією W. Замість адаптації F-серії до важкої вантажівки та заміни N-серії, Ford розпочав роботу над дизайном абсолютно нової серії вантажівок, яка стала L-серією. Завдяки абсолютно новому більш міцному шасі L-серія також мала більшу кабіну; для підвищення зручності експлуатації в конструкцію передбачили передній відкидний капот.

## Перше покоління (1970–1995)

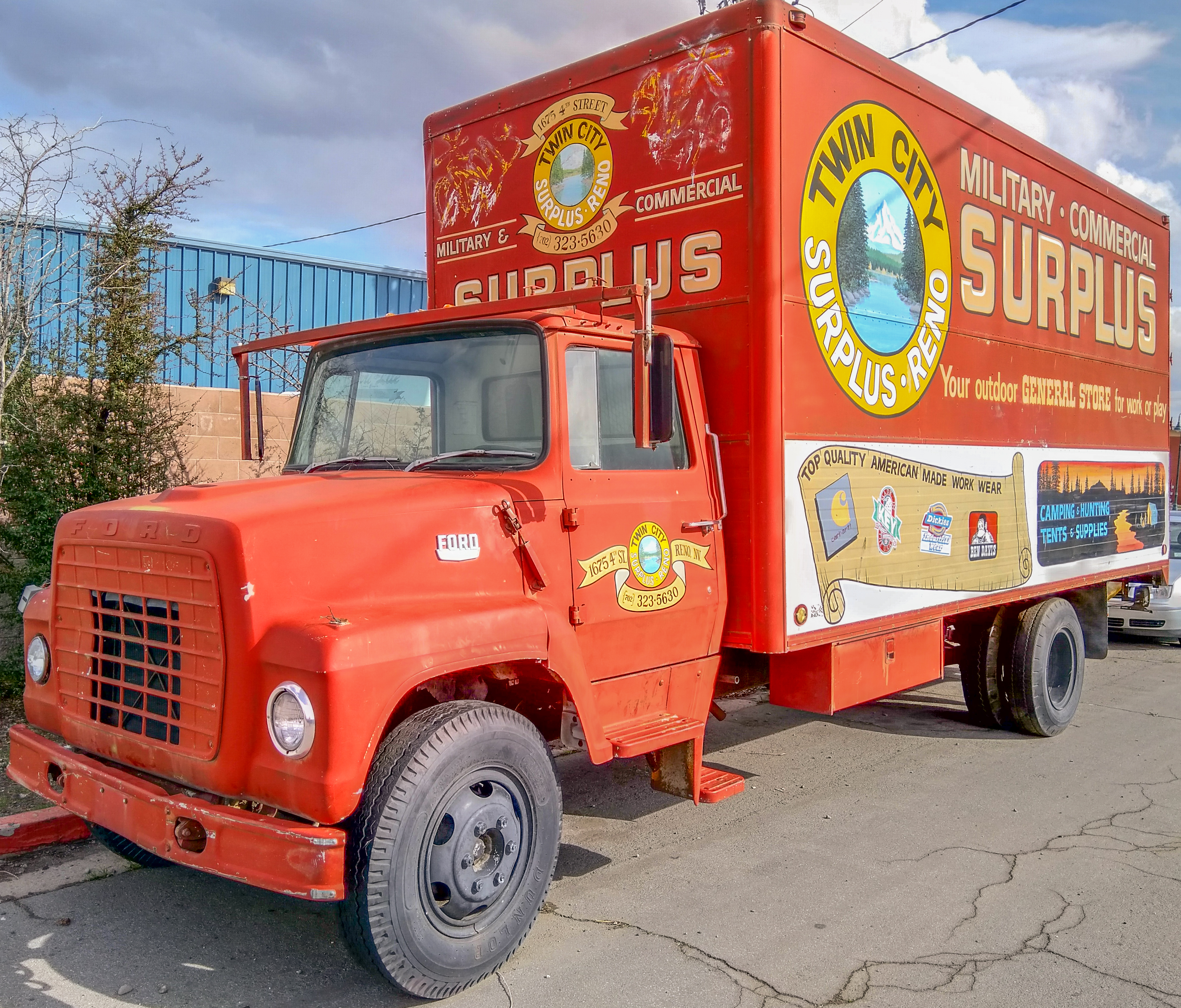
1973 Ford L600

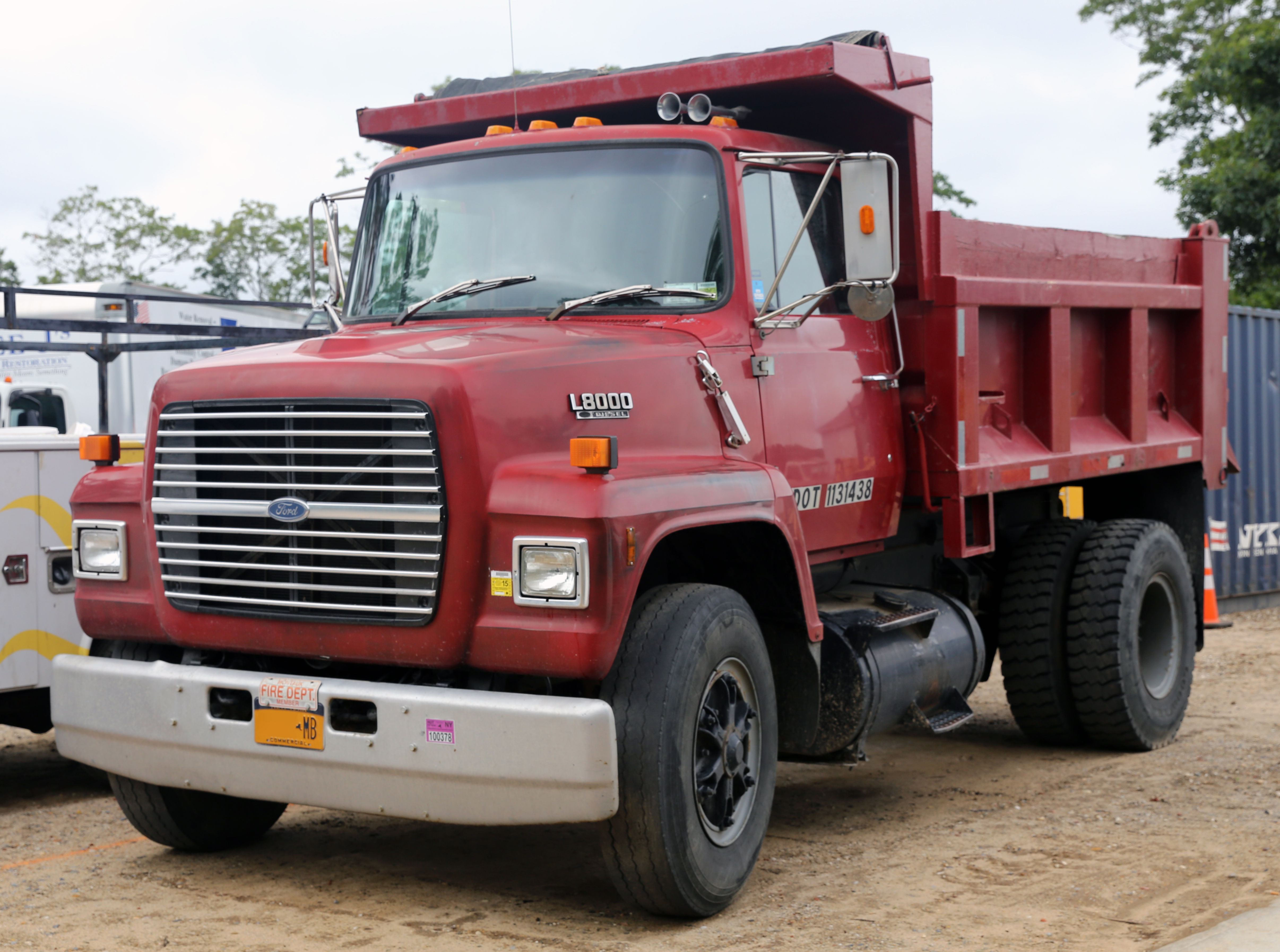
1989 Ford LN8000

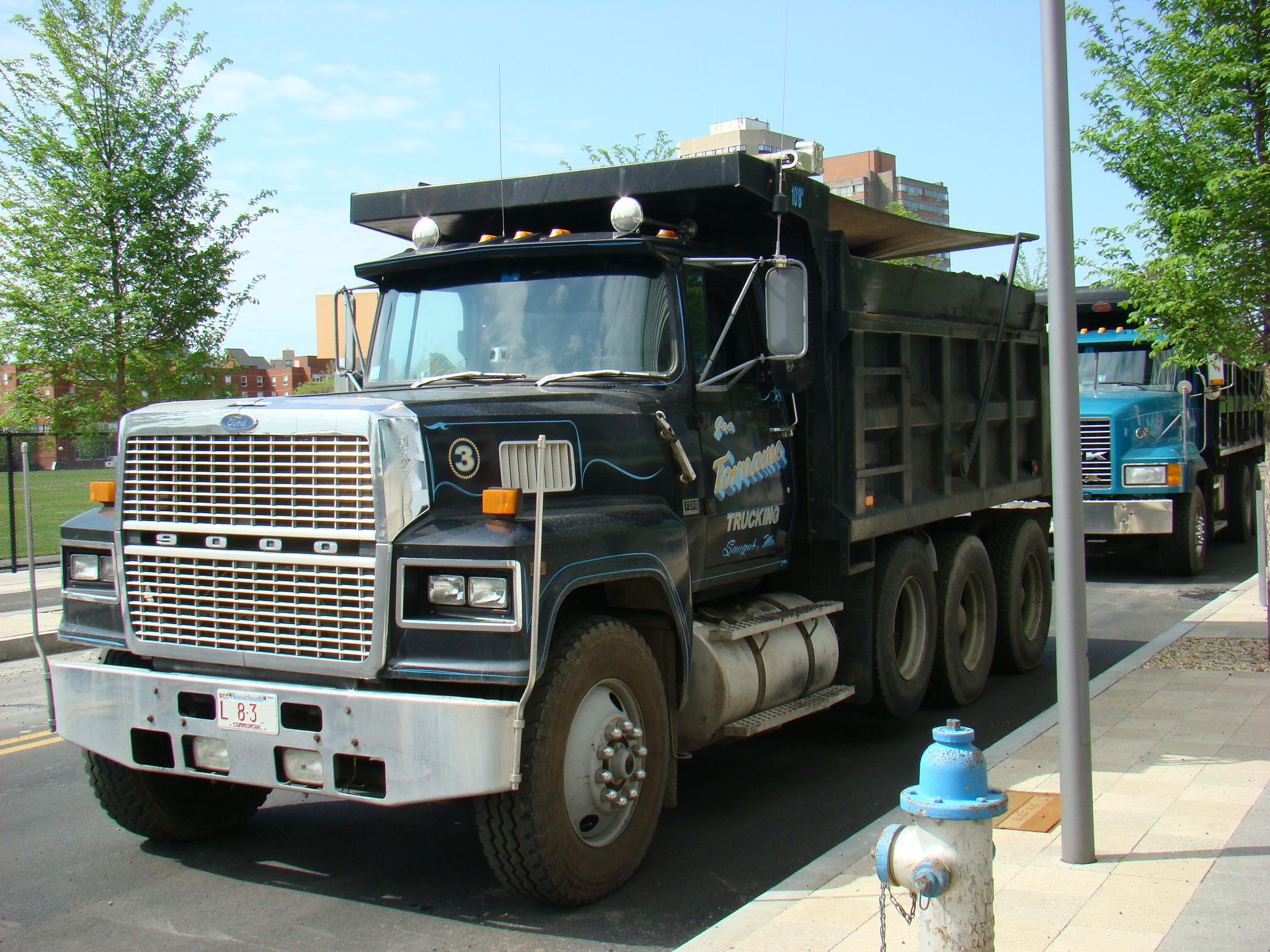
Ford LTL-9000

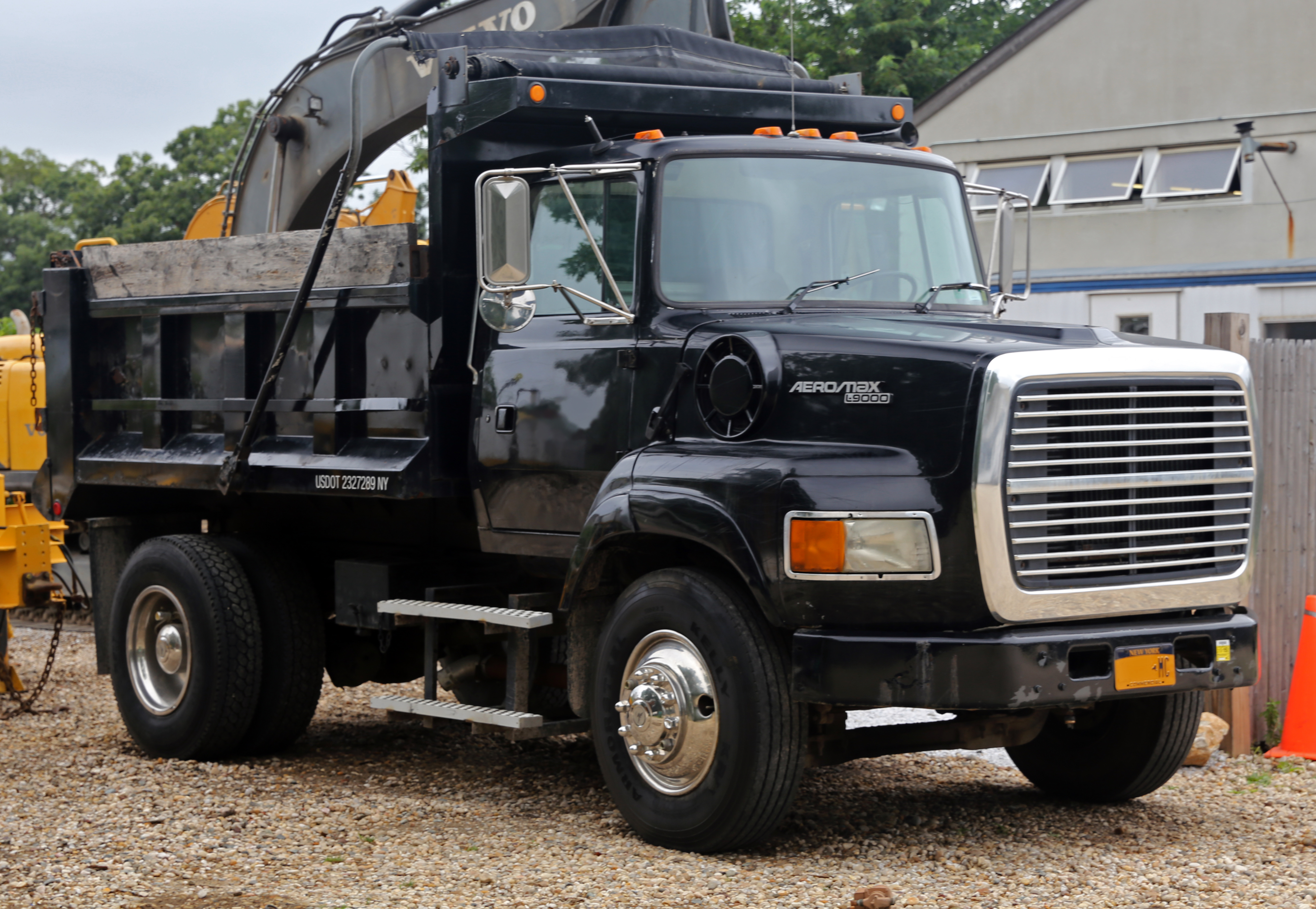
1995 Ford L9000 Aeromax

У 1970 році L-серія була представлена в чотирьох діапазонах розмірів, двох варіантах довжини капота та решітки радіатора, а також з одиночними або тандемними (позначеними літерою «T» у позначенні моделі) задніми мостами. Силові агрегати включали широкий спектр бензинових і дизельних двигунів, заснованих на GVWR.
У 1971 році Форд представив конфігурацію переднього моста зі зсувом назад. До кінця 1970-х років L-серія зазнала небагато серйозних змін. У 1976 році був представлений LL/LTL-9000. Розроблений як вантажівка для водіїв на далекі відстані, LTL-9000 був конкурентом GMC General, Kenworth W900, Mack Super-Liner і Peterbilt 359. Оснащений комплектом -передній передній міст і довший капот, ця версія мала більше місця для більших силових агрегатів. У 1981 році Ford надав LL/LTL-9000 власний дизайн решітки радіатора та фар, включаючи одне з перших застосувань Ford Blue Oval у Північній Америці.
Стиль вантажівки Ford серії L вплине на інші моделі Ford. У 1972 році Ford Torino і Ranchero були перероблені з шестикутною решіткою радіатора, яка нагадувала L-серію. У 1974 році вантажівки W-серії з кабіною над двигуном успадкували хромовані решітки серії L. Пікап Ford F-100 1978 року також мав шестикутну решітку радіатора. У 1996 році The Louisville Line було перероблено з похилим лобовим склом і округлими контурами передньої частини, а також втратило шестикутний профіль передньої частини. Після 1996 року також не випускатимуться жодні моделі з відведеними назад осями. Однак; Виробництво моделей із відведеними назад осями зрештою відновилося після того, як весь підрозділ важких вантажівок було продано Freightliner, а вантажівки перейменували під марку Sterling Trucks.

## Друге покоління (1996–1998)

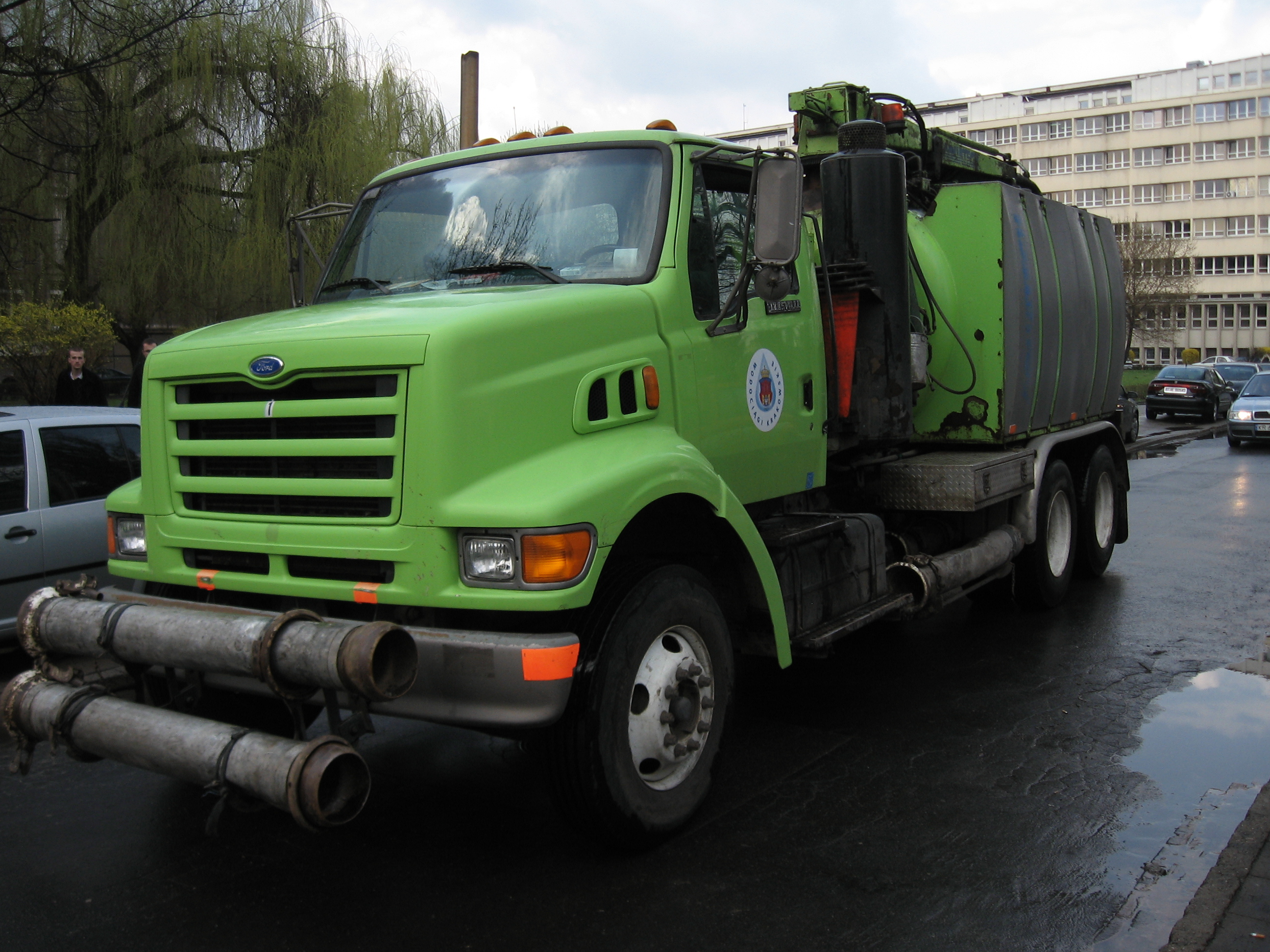
Ford Louisville (1996–1998)

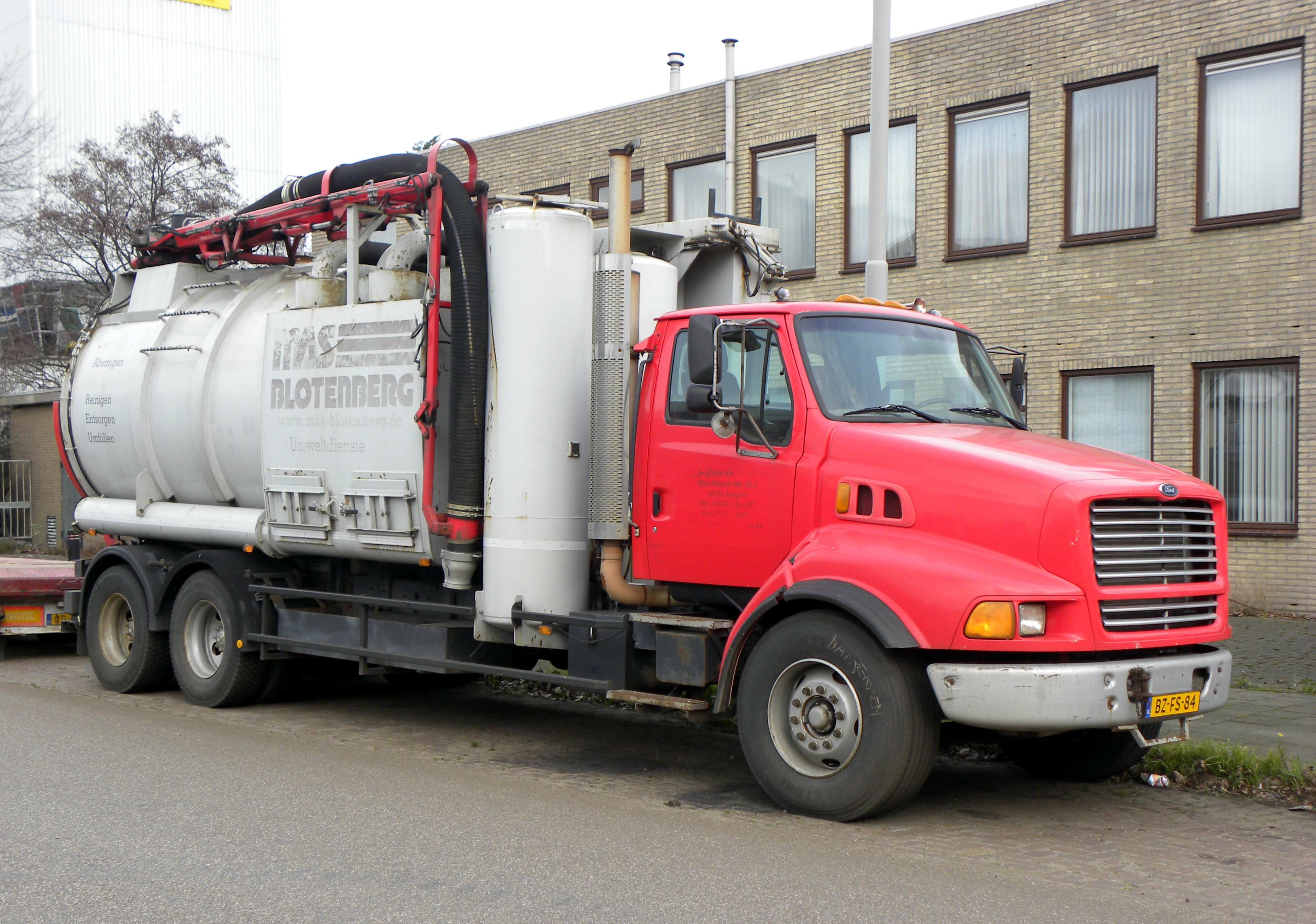
Ford LT 9513 Aeromax (1996–1998)

У 1996 році лінії важких вантажівок Ford були перероблені, лінія важких вантажівок другого покоління була майже виключно для класу 8 вагових діапазонів.
Вага шасі була збільшена, передня вісь GAWR була доступна до 20 000 фунтів (9 100 кг), окремі задні осі до 23 000 фунтів (10 000 кг), як і раніше, і тандемні задні осі до 46 000 фунтів (21 000 кг). Для тандемів у стандартній комплектації була рухлива балка, а також були доступні 2 різні пневматичні підвіски.
Під час редизайну як Aeromax, так і Louisville отримали ширшу кабіну з похилим лобовим склом. Хоча моделі Aeromax втратили композитні фари, вони отримали набагато більший нахил до капота. Для покращення ергономіки Aeromax і Louisville запозичили багато внутрішніх елементів керування з інших автомобілів Ford. Іншим оновленим дизайном були решітки радіатора, у другому поколінні вантажівки, які мали подовжені рамні бампери, збили «середню» повністю пофарбовану частину з решітки.

## Продовження

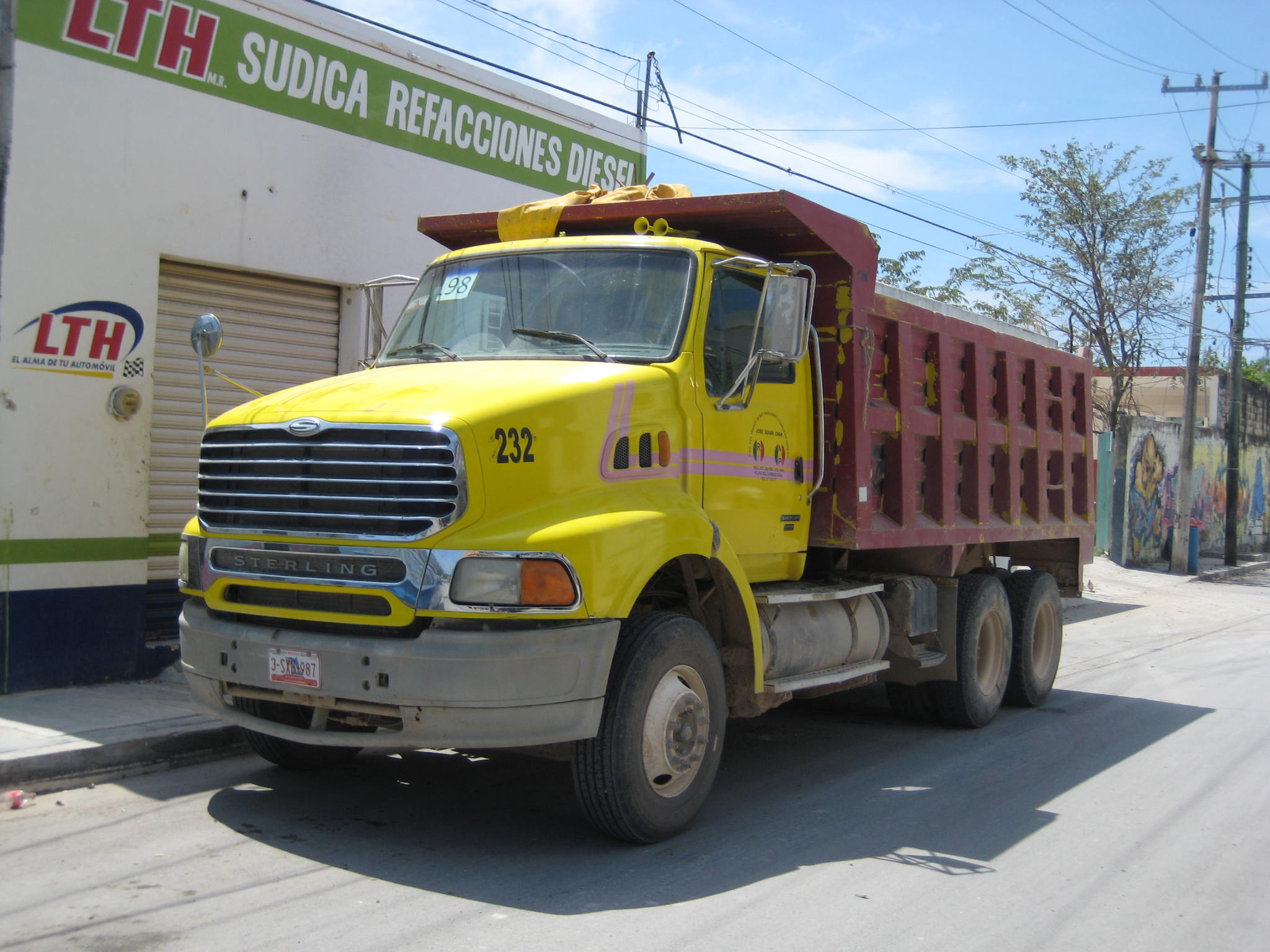
Sterling L-Line (1998-2009)

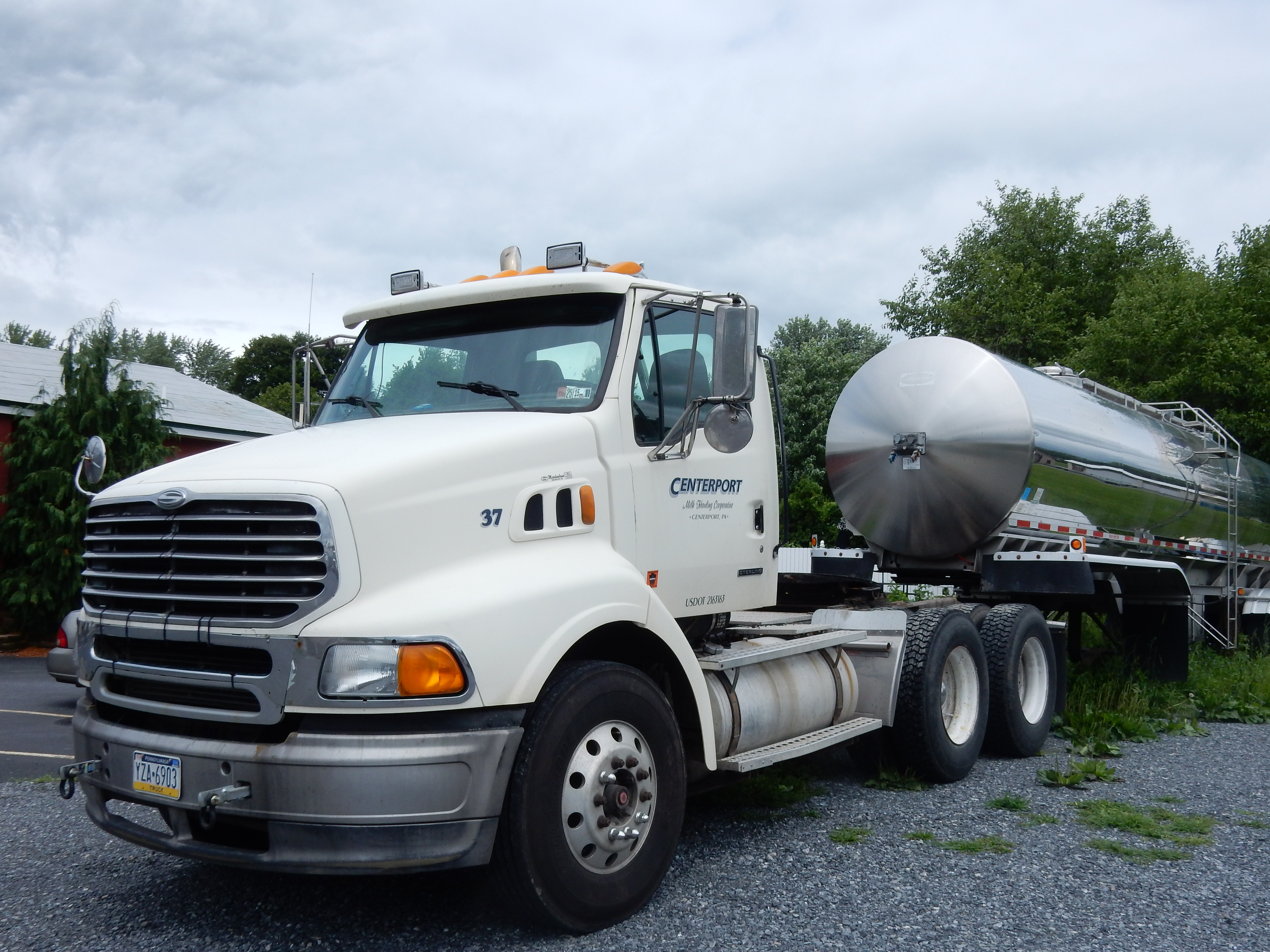
Sterling A-Line 9500 (1998-2009)

Серія L вироблялася на заводі вантажівок Kentucky Truck Plant поблизу Луїсвілля, штат Кентуккі, що дало початок вантажівкам «Louisville Line»; у рамках редизайну 1996 року частина лінійки моделей офіційно отримала табличку з іменем Louisville.
Після продажу лінійки важких вантажівок Ford компанії Freightliner у 1996 році, наприкінці 1998 року компанія Ford припинила виробництво серії L. Freightliner одночасно перейняв на себе виробництво Ford L-серії, відкривши дочірню компанію Sterling Trucks; серія L стала лініями Sterling A, Acterra та L, які залишалися у виробництві до 2009 року, коли Sterling Trucks припинила свою діяльність.